# Xanthia silago
Xanthia silago là một loài bướm đêm trong họ Noctuidae.